# Neždet Mustafa
Neždet Mustafa (mazedonisch Неждет Мустафа; * 17. Mai 1962 in Skopje) ist ein mazedonischer Politiker.
Er studierte zunächst Philosophie an der Universität Skopje. 1992 beteiligte er sich an der Gründung des Romani-Fernsehprogramms Bijandipe im mazedonischen Fernsehen. 1994 bis 1996 lebte er in Köln, danach begann er ein weiteres Studium der Fächer Soziale Arbeit und Politikwissenschaft an der Universität Skopje.
In der Zeit um 2000 war er Bürgermeister von Šuto Orizari (einem der 10 Stadtbezirke von Skopje, die zugleich eigenständige Gemeinden sind). Er ist Vorsitzender der Obedineta partija za emancipacija na Romanite (Vereinigte Partei für die Emanzipation der Roma – eine Partei, die 2002 durch Vereinigung der Partija za Celosna Emancipacjia na Romite mit der Demokratskata progresivna partija na Romite entstanden ist). 2006 bis 2008 war er Abgeordneter des mazedonischen Parlaments (er hatte auf der Liste der Socijaldemokratski Sojuz na Makedonija kandidiert). Vom 26. Juli 2008 bis zum Frühjahr 2017 gehörte er der Regierung als Minister ohne Geschäftsbereich an.